# 荒内美沙緒
荒内 美沙緒（あらうち みさお、1981年11月5日 - ）は、2001年（平成13年）の『ミス・ユニバース・ジャパン』であり、同年のミス・ユニバース世界大会に日本代表として出場した。1999年ミス日本フォトジェニックも受賞している。

## 人物
青森県生まれ。身長173cm。
17歳で1999年ミス日本フォトジェニックを受賞している。そこでミスユニバースのディレクターにスカウトされ、19歳の学生だった2001年（平成13年）、1,000人以上の応募者のなかから、復活以後最年少で『ミス・ユニバース・ジャパン』に選ばれた。続いて、同年5月にプエルト・リコのバヤモンで開催されたミス・ユニバース2001世界大会に日本代表として出場した。
ミス・ユニバースとなる前に影響を受けた人物として、モデル出身の女優、川原亜矢子や、英国人のスーパーモデル、ナオミ・キャンベルを挙げている。
7歳より空手をはじめ黒帯初段である。